# WonderSwan
Il WonderSwan è una console portatile creata per il mercato orientale e particolarmente per quello giapponese nel 1999. È stato sviluppato dalla Bandai e dalla Koto, società di Gunpei Yokoi.
Una sua caratteristica è la possibilità di usarla orientata in orizzontale o in verticale in base al gioco.

## Storia
Nell'agosto 1996 Gunpei Yokoi, uno dei principali progettisti del Game Boy, lasciò la Nintendo dopo aver realizzato il Game Boy Pocket. Si mise in proprio e fondò la KOTO Corporation, dedita a ricerca e sviluppo hardware. La Bandai, decisa a entrare nel settore delle console portatili, propose alla KOTO la creazione di un sistema che sarebbe entrato in concorrenza con l'allora predominante Game Boy. Yokoi lavorò tra il 1996 e il 1997 al progetto del Bandai WonderSwan, che uscì infine a marzo 1999; un'opera postuma, poiché Yokoi morì nel 1997 in un incidente stradale.
Uscirono due successori della console:
- Bandai WonderSwan Color (2000): supporta giochi a colori e maggiore RAM
- Bandai SwanCrystal (2002): nuovo schermo migliore con tecnologia TFT e possibilità di collegamento Internet.

Dopo l'uscita del Game Boy Advance, superiore a tutti i modelli, Bandai abbandonò la linea WonderSwan, che era riuscita a guadagnare il 10% del mercato giapponese.

## Caratteristiche
Rispetto al concorrente Game Boy Color, uscito nel frattempo l'anno prima, il WonderSwan è meno ingombrante, ma ha uno schermo a 16:9 di alta qualità, sebbene monocromatico. Come controlli è dotato di due croci direzionali (ciascuna a quattro tasti separati), due tasti azione e due tasti funzione. Può essere ruotato per giocarci anche in verticale (idea già sfruttata dall'Atari Lynx), modalità chiamata in gergo Tate Mode, spesso molto adatta per le conversioni di arcade. Usa una sola batteria stilo per la notevole durata di 40 ore di gioco. Ha una porta per il collegamento via cavo per il multigiocatore.

## Specifiche tecniche
- CPU: 16-bit NEC V30 MZ a 3,072 MHz
- Schermo: LCD FSTN reflective
  - Risoluzione: 224 x 144 pixel
  - Diagonale: 2,49"
- Display: max 512 caratteri, max 128 sprite (32 su una linea orizzontale)
- Grafica: 8 tonalità di grigio nella sezione a griglia e sei icone su quella statica.
- Audio: 
  - Suono stereo digitale a 4 canali.
  - Speaker mono incluso o auricolari opzionali con adattatore stereo.
- Grandezza: 74,3 mm x 121 mm x 24,3 mm
- Peso: 93 g (senza batteria), 110 g (con batteria)
- Alimentazione: 1 batteria AA o ricaricabile, ~40 ore di gioco

## Videogiochi
I giochi erano distribuiti su cartucce orizzontali e con contatti esterni protetti da un tappo semitrasparente. Le cartucce erano distribuite in contenitori di cartone insieme ai libretti di istruzioni. Visto che la Bandai è da sempre legata a quel mondo, e che la console era pensata per il mercato giapponese, molti giochi sono ispirati ad anime e manga, ad esempio Gundam e Ultraman. In particolare la Bandai puntò sui Digimon, rivali storici dei Pokémon della Nintendo.
In tutto uscirono oltre 100 giochi per WonderSwan.
Secondo una selezione fatta dalla rivista Retro Gamer, i più grandi giochi per WonderSwan sono Gunpey, Kaze no Klonoa: Moonlight Museum, Ganso Jajamaru-kun, Rainbow Islands: Putty's Party, Tane wo maku tori.
Le cartucce WonderSwan sono compatibili con i modelli successivi, mentre solo una quindicina di titoli a colori sono retrocompatibili con la WonderSwan originale.